# Uttarkashi

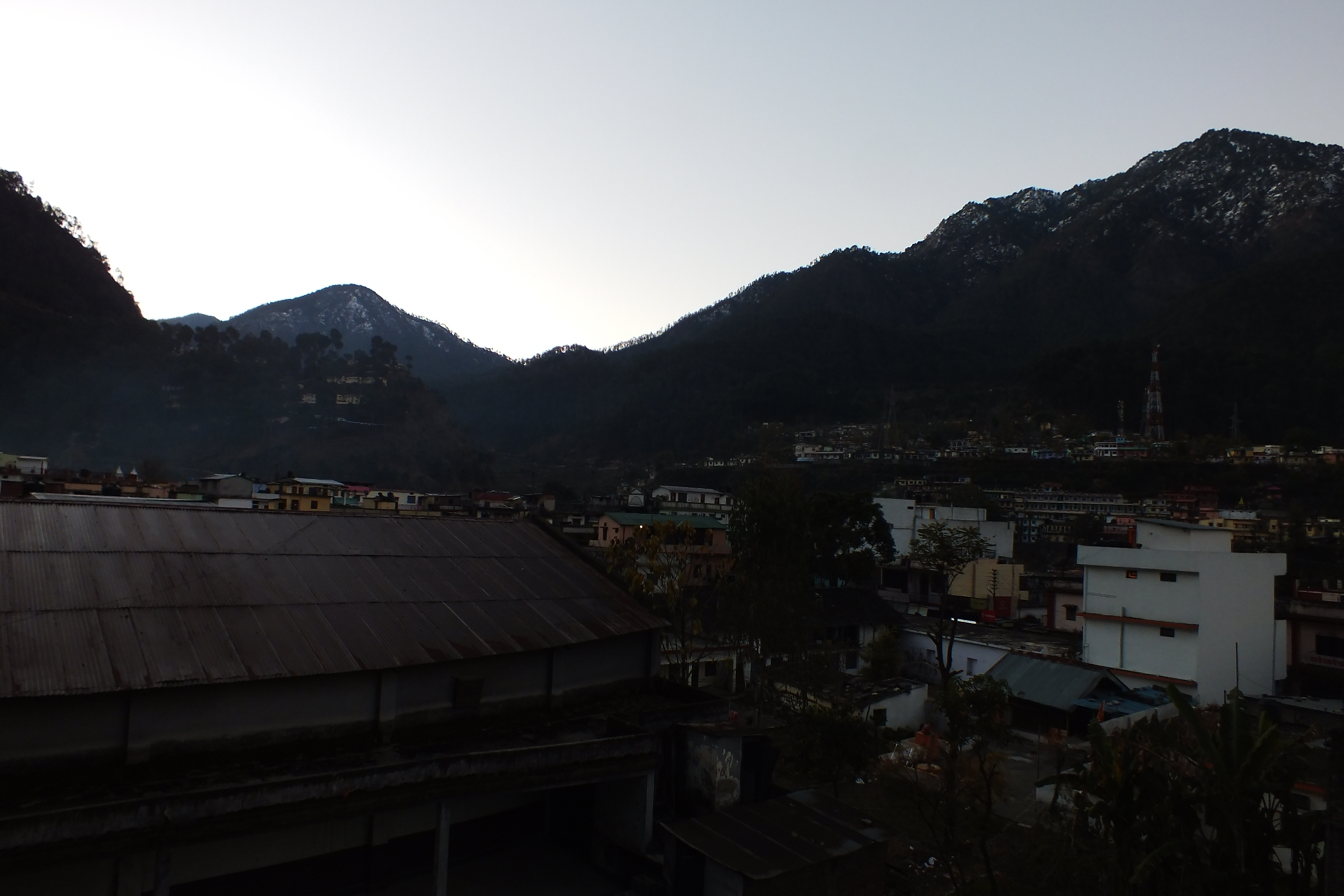
Morgon i staden Uttarkashi

Uttarkashi är en stad i den indiska delstaten Uttarakhand, och är huvudort för ett distrikt med samma namn. Folkmängden uppgick till 17 475 invånare vid folkräkningen 2011.